# ميجان مودي
ميجان مودي (بالإنجليزية: Megan Moody)‏ (3 نوفمبر 1983 في أستراليا - ) هي لاعبة كرة سلة بريطانية في مركز مدافع مسدد الهدف.

## وصلات خارجية
- ميجان مودي على موقع الاتحاد الدولي لكرة السلة (الإنجليزية)
- ميجان مودي على موقع كرة السلة الأوروبية.كوم (الإنجليزية)
- ميجان مودي على موقع كلية كرة السلة في سبورتس رفرنس.كوم (الإنجليزية)